# GS–23

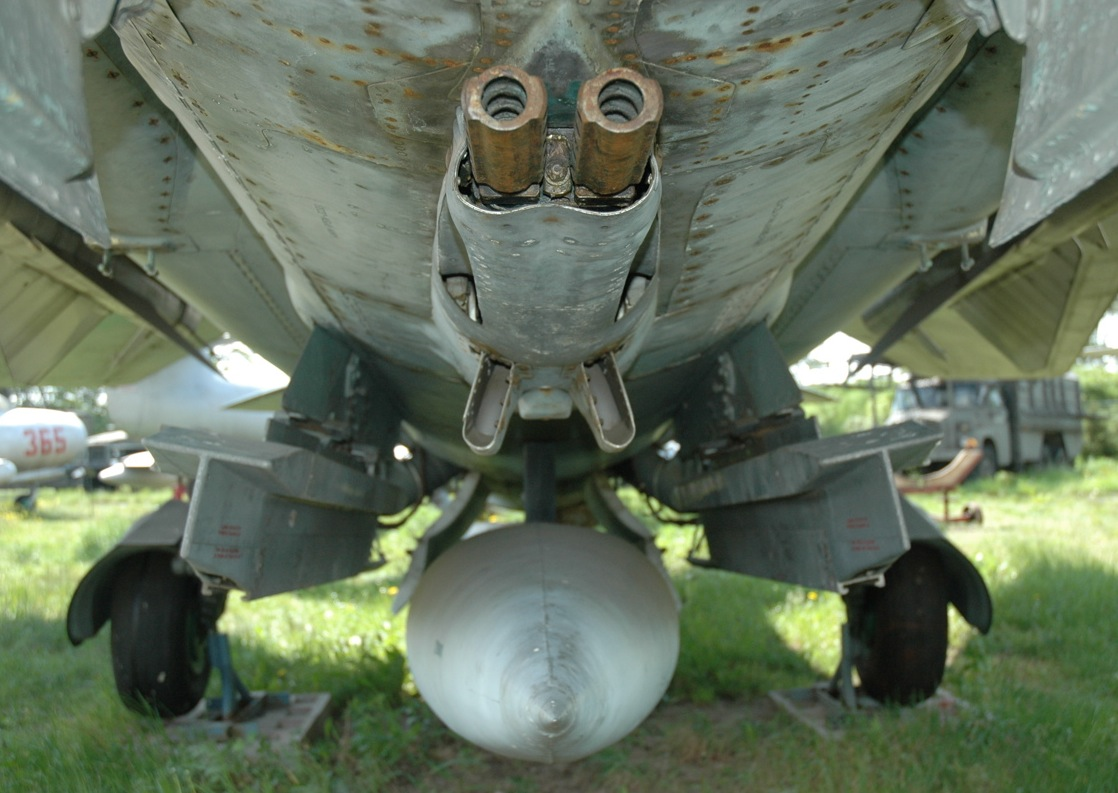
GS–23L gépágyú MiG–23-ba építve

A Grjazev–Sipunov GS–23 (oroszul: ГШ–23) a Szovjetunióban, majd Oroszországban gyártott kétcsövű, Gast-rendszerű, 23 mm-es repülőgép-fedélzeti gépágyú. A fegyvert a Nugyelman–Rihtyer NR–23 gépágyú leváltására a tulai Finommechanikai Tervezőirodában (KBP) fejlesztették ki Vaszilij Petrovics Grjazev és Arkagyij Georgijevics Sipunov vezetésével, a sorozatgyártást a kovrovi Gyegtyarjov Gépgyár (ZID) végzi. 1965-ben állították rendszerbe. A GS–23, illetve annak típusváltozata, a GS–23L, többek között a MiG–21 és a MiG–23 vadászrepülőgépek fedélzeti gépágyúja.

## Szerkezeti kialakítása
A nagyobb tűzgyorsaság érdekében a fegyver kialakítása kétcsöves, Gast-rendszerű, vagyis az egyik tüzelő cső mechanizmusa működteti a másik csövet. Gázműködtetésű fegyver, a lövéskor a csőből elvezetett lőporgázok egy gázdugattyú segítségével nyitják a zárszerkezetet, egyúttal pedig a másik cső gázdugattyúját is működtetve és ellentétes irányba mozgatva betöltik a másik csőbe a lőszert. A gáz áramlásának irányát a gázdugattyúk gázelvezető nyílások segítségével vezérlik. A fegyver tűzkésszé tétele egy piropatron indításával történik. A fegyver elektromos vezérlésű, az  elektromos rendszere 27 V-os. A GS–23 a 23 mm-es AM–23 lőszert használja, repesz-romboló, páncéltörő, és páncéltörő-gyújtó változatban. A bombázó és szállító repülőgépek önvédelmi fegyvereként alkalmazott gépágyúhoz speciális radarzavaró, dipólszóró lőszer is használható. Elméleti tűzgyorsasága 3000–3400 lövés/perc, ez némileg elmarad a forgócsövű fegyvereknél elérhető tűzgyorsaságtól. Hevederes lőszeradagolású, a lőszerek mindkét oldalról adagolhatók. Lőszer-elakadás esetén a második piropatron működtetésével eltávolítható a hibás lőszer, és a fegyver újra tűzkész állapotba hozható.

## Típusváltozata
A GS–23 módosított változata a GS–23L, amely az alapváltozattól eltérően csőszájfékkel rendelkezik. Ezt a változatot sokkal szélesebb körben alkalmazzák, mint a viszonylag ritka alapváltozatot.

## Alkalmazás

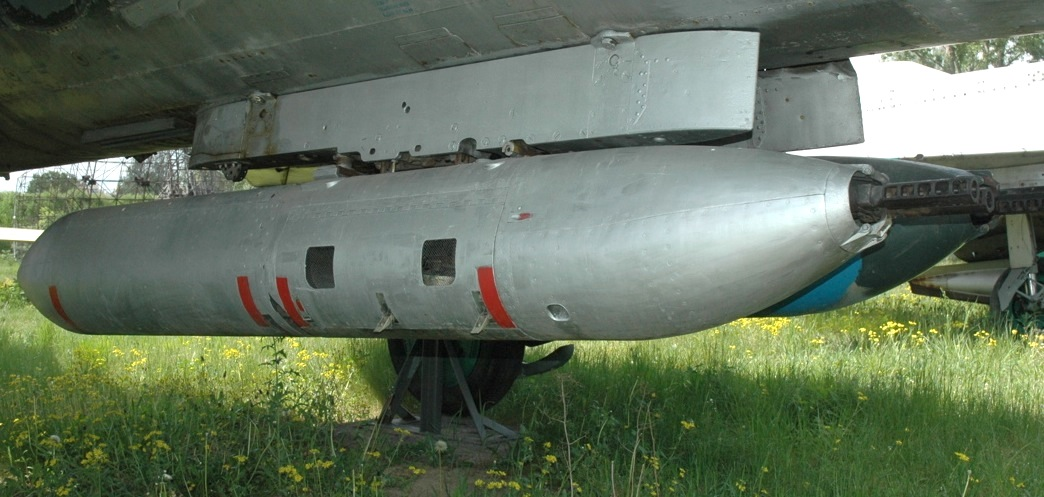
UPK–23–250 konténerbe épített GS–23L gépágyúk Szu–7-re függesztve

A gépágyút több vadászrepülőgépbe, szállító és bombázó repülőgépbe, valamint helikopterbe beépítették: a MiG–21, MiG–23, Jak–28I, Szu–7B és Szu–17 vadászrepülőgépekbe, az Il–76 szállító repülőgépbe (önvédelmi fegyver a farokrészben), Tu–22M közepes bombázó és Tu–95 nehézbombázó repülőgépbe (önvédelmi fegyver), a Jak–38 haditengerészeti vadászrepülőgépbe, valamint a Mi–24 harci helikopter egyes változataiba. Ugyancsak a GS–23-t építették a csehszlovák L–39 Albatros és a jugoszláv gyártású SOKO J–22 Orao, a román IAR 93, valamint a lengyel PZL I–22 Iryda  gyakorló és könnyű vadászbombázó repülőgépekbe is. A GS–23-ast először a MiG–21-nél alkalmazták. A MiG–21 egyes verzióinak (P, PF, PFV, PFM, PFMA) nem volt beépített csöves fegyverzete, ezért a később rendszeresített GS–23-ast a törzs alsó részére szerelt GP–9 típusú gondolába építették be. A gépágyút felfüggeszthető konténerbe is beépítették, így alkalmazzák az UPK–23–250 és SZNPU konténereknél. Az SZPPU–22 gépágyúkonténernél a gépágyú lefelé 30°-os szögben kitéríthető volt, és a konténert hátrafele tüzelő pozícióban is fel lehet szerelni a Szu–17, Szu–20 és Szu–22 vadászbombázó repülőgépekre.

## Műszaki adatok
- Űrméret:  23 mm
- Lőszer: AM–23
- Hossz: 1387–1537 mm
- Tömeg: 50,5 kg
- Lőszer tömege: 325 gr
- Lövedék tömege: 174 gr

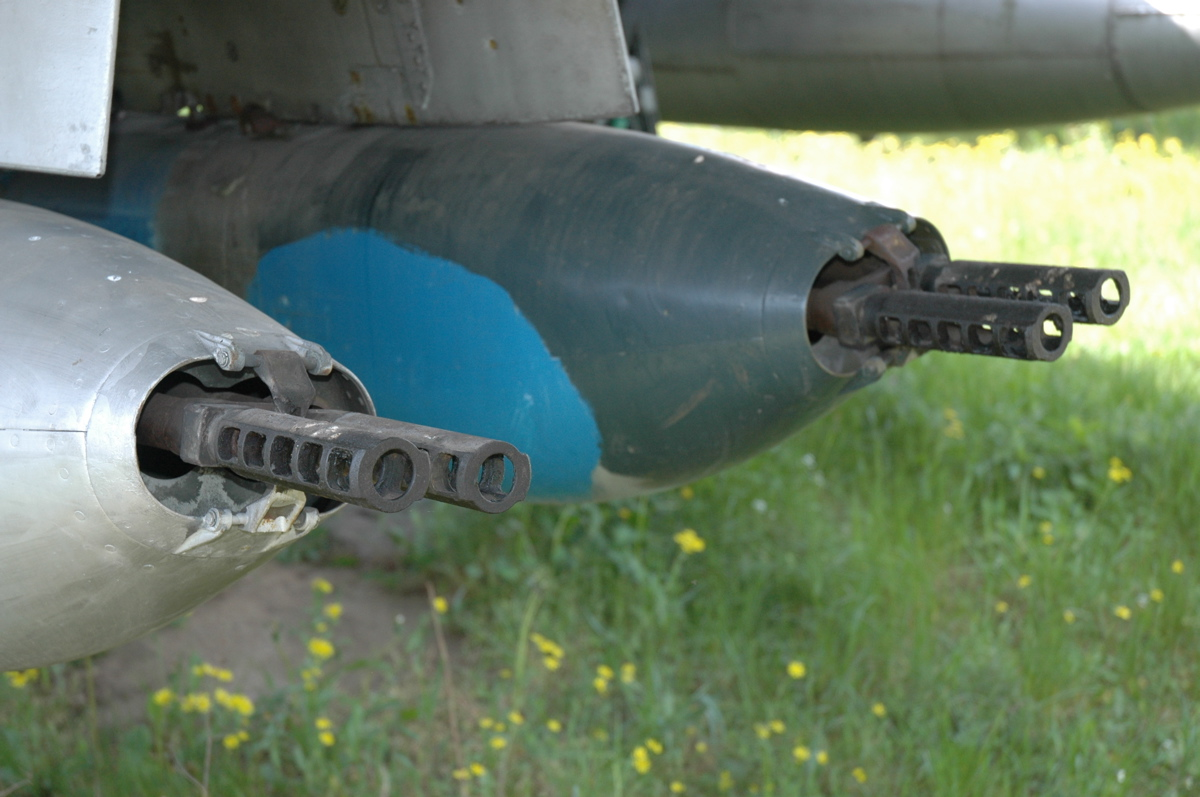
GS–23L gépágyúk csőszájfékei

- Elméleti tűzgyorsaság: 3000–3400 lövés/perc
- Csőtorkolati sebesség: 680–890 m/s

## Külső hivatkozások
- Ismertető a GS–23L-ről a fegyvert kifejlesztő KBP honlapján (oroszul)
- A GS–23L a gyártó Gyegtyarjov Gépgyár (ZID) honlapján (oroszul)